# NGC 5993
NGC 5993 é uma galáxia espiral barrada (SBb) localizada na direcção da constelação de Boötes. Possui uma declinação de +41° 07' 15" e uma ascensão recta de 15 horas, 44 minutos e 27,6 segundos.
A galáxia NGC 5993 foi descoberta em 18 de Março de 1787 por William Herschel.